# كيتافان أراكاميا غرانت
كيتافان أراكاميا غرانت Ketevan Arakhamia-Grant لاعبة شطرنج سكوتلاندية من أصل جورجي، تحمل لقب أستاذ كبير.
ولدت في 19 يوليو 1968 في أوتشامتشيري في جورجيا في الاتحاد السوفييتي سابقاً.
- فازت ببطولة الاتحاد السوفييتي للشطرنج سيدات في عام 1990.
- تزوجت من لاعب الشطرنج السكوتلاندي جوناثان غرانت في عام 1996، واستقرت في إدنبرة.

- المصدر – ترجمة عن ويكيبيديا الإنجليزية.

## وصلات خارجية
- كيتافان أراكاميا غرانت على موقع الاتحاد الدولي للشطرنج (الإنجليزية)
- كيتافان أراكاميا غرانت على موقع مباريات الشطرنج (الإنجليزية)
- كيتافان أراكاميا غرانت على موقع 365Chess.com (الإنجليزية)
- كيتافان أراكاميا غرانت على موقع Chesstempo.com (الإنجليزية)
- كيتافان أراكاميا غرانت سجل أولمبياد الشطرنج على موقع OlimpBase.org (الإنجليزية)
- كيتافان أراكاميا غرانت سجل أولمبياد الشطرنج للسيدات على موقع OlimpBase.org (الإنجليزية)